# Wählergemeinschaft für Wuppertal
Die Wählergemeinschaft für Wuppertal, kurz WfW, ist eine auf kommunaler Ebene agierende deutsche Wählergemeinschaft in der Großstadt Wuppertal in Nordrhein-Westfalen.

## Beschreibung und Zielsetzungen
Die Wählergemeinschaft für Wuppertal ist, wie allgemein üblich, als Verein organisiert. Sie ist generell bürgerlich ausgerichtet und lehnt sich in der Idee an die meisten unabhängigen Wählergemeinschaften an. Hierbei haben sich Bürger zusammengeschlossen, die mit der Politik der bisher im Stadtrat vertretenen etablierten Parteien unzufrieden sind und mit Hilfe der Wählergemeinschaft neue Akzente setzen wollen.
Schwerpunkte hierbei sind unter anderem eine bessere Bürgerbeteiligung an und Transparenz der politischen Arbeit sowie die Verbesserung der Zukunftschancen für Wuppertal durch Konsolidierung der Finanzen, Förderung der Wirtschaft und der Bildung, Schutz der Umwelt und Verhinderung von nach Ansicht der WfW unnötigen Großprojekten. So stand die WfW beispielsweise dem Umbau des Döppersbergs kritisch gegenüber, da die hierfür von der Stadt Wuppertal aufzubringenden Mittel in Millionenhöhe an anderer Stelle fehlen würden.

## Geschichte

### Gründung
Die Gründungserklärung stammt vom 25. Mai 2004. An der Gründung war unter anderem Klaus Goebel beteiligt, der zuvor für die CDU 1975–1989 Mitglied im Rat der Stadt war, sowie Günter Schiller, der bis Februar 2005 den Vereinsvorsitz übernahm. Auf ihn folgten Reimar Kroll (bis März 2010), Heribert Stenzel (bis März 2012) und Axel Straub (ab März 2012).

### Wahlen
Die WfW trat erstmals 2004 bei den Kommunalwahlen zum Stadtrat in Wuppertal an und erzielte 6,9 Prozent der gültigen abgegebenen Stimmen. Die Wählergemeinschaft stellte zunächst fünf Stadtverordnete, wovon zwei jedoch während der laufenden Legislaturperiode aus dem Verein und der Fraktion ausschieden. Daneben war die WfW in den meisten Bezirksvertretungen vertreten. Im Verlauf der fünfjährigen Wahlperiode verließen insgesamt fünf Bezirksvertreter die WfW.
Bei der Kommunalwahl 2009 kandidierte Ralf Streuf für das Oberbürgermeisteramt. Er konnte 2,32 Prozent der Stimmen auf sich vereinen. Die Wählergemeinschaft erreichte bei der Wahl zum Stadtrat 3,8 Prozent (−3,1 Prozent) der Stimmen. Sie verlor damit zwei Mandate im Vergleich zur Wahl 2004, behielt aber den Fraktionsstatus. Den Fraktionsvorsitz hatte seit September 2011 Heribert Stenzel inne (bis April 2015).
In der Kommunalwahl 2014 konnte die WfW ihr Wahlergebnis auf 4,69 % verbessern und zog mit drei Mandaten in den Rat der Stadt Wuppertal ein.